# Jože Čerin
Jože Čerin, slovenski partizan, policist in prvoborec, * 1923, Borovnica, † ?
Polkovnik Ljudske milice Čerin je leta 1941 vstopil v NOB. Po vojni je postal najprej namestnik komandanta Ljudske milice v Ljubljani, nato pa pomočnik komandanta Ljudske milice za Slovenijo.

## Odlikovanja
- red partizanske zvezde II. stopnje
- red za hrabrost (2x)
- red zaslug za ljudstvo II. stopnje
- red zaslug za ljudstvo III. stopnje
- red bratstva in enotnosti II. stopnje
- partizanska spomenica 1941
- medalja domovinske vojne 1944-45 (Bolgarija)